# Andrzej Kralczyński
Andrzej Henryk Kralczyński (ur. 29 lipca 1943 w Warszawie, zm. 21 sierpnia 2016 w Bielsku-Białej) – polski działacz związkowy, uczestnik opozycji demokratycznej w okresie PRL, senator I i II kadencji.

## Życiorys
Syn Władysława i Stanisławy. Absolwent Wydziału Prawa i Administracji Uniwersytetu Śląskiego. Od 1971 do 1985 pracował w Fabryce Samochodów Małolitrażowych w Bielsku-Białej. W 1980 wstąpił do „Solidarności”, był przewodniczącym komisji zakładowej w FSM, delegatem na I Krajowy Zjazd Delegatów w Gdańsku i członkiem Komisji Krajowej. Po wprowadzeniu stanu wojennego uczestniczył w niejawnych strukturach związku. W maju 1982 został internowany, zwolniono go w listopadzie tego samego roku. Kontynuował działalność opozycyjną w ramach Regionalnej Komisji Wykonawczej Podbeskidzie. W kwietniu 1983 aresztowano go z przyczyn politycznych, został zwolniony w 1984 w wyniku amnestii. Ponownie został aresztowany we wrześniu 1985, po czym skazany na karę 1 roku i 8 miesięcy pozbawienia wolności. Zwolniono go ponownie na mocy amnestii w 1986. Przez kilka lat pozostawał bez stałego zatrudnienia. Objął funkcję rzecznika jawnej już Regionalnej Komisji Wykonawczej. Po reaktywacji związku w 1988 wszedł w skład władz regionalnych.
W latach 1989–1991 pełnił funkcję senatora I kadencji, wybranego z ramienia Komitetu Obywatelskiego w województwie bielskim. Był członkiem Obywatelskiego Klubu Parlamentarnego. W kolejnych wyborach z powodzeniem ubiegał się o reelekcję z ramienia „Solidarności”. W trakcie kadencji odszedł z klubu parlamentarnego związku i pozostał senatorem niezrzeszonym. W izbie wyższej pracował w Komisji Spraw Emigracji i Polaków za Granicą. W 1992 jego nazwisko pojawiło się na tzw. liście Macierewicza. W 1993 jako kandydat niezależny nie został ponownie wybrany. Andrzej Kralczyński wycofał się z działalności politycznej, do czasu przejścia na emeryturę pracował w bielskiej fabryce samochodów.
Pochowany na cmentarzu rzymskokatolickim przy ul. Grunwaldzkiej w Bielsku-Białej.

## Odznaczenia
W 2013, za wybitne zasługi dla przemian demokratycznych w Polsce, za osiągnięcia w działalności państwowej i publicznej, odznaczony Krzyżem Komandorskim Orderu Odrodzenia Polski.